# 潮見諭
潮見 諭（しおみ さとし、1974年4月30日 - ）は、日本の俳優、モデル。愛媛県出身、AB型。

## 来歴・人物
1993年、高校卒業と共に単身渡米。ニューヨークでの学業の傍ら1997年からモデルとしての活動を開始。モデル事務所としては世界最高峰のElite Modelと契約。Eliteではアジア人男性として初の契約となる。その後CM、PV、映画と活動分野を拡大。
2004年に帰国し、国内で俳優・モデル活動を開始。
『夢十夜海賊版』の一編（第三夜、白土潔監督）で主演を果たし、その後『クワイエットルームにようこそ』（松尾スズキ監督）、『ガール・スパークス』、『ばけもの模様』（以上、石井裕也監督）に出演。舞台では『リュウカデンドロン』（黒色綺譚カナリア派）に出演。また、英語力を生かして映画翻訳も手がけるなど、その活動は多岐に渡っている。石井裕也監督作品の字幕翻訳も行っている。

## 出演

### 映画
- CARTOONS OF YOU （Jim Berry監督 1998年）
- CASSHERN（紀里谷和明監督 2004年）
- Sometime on Monday （Ryan Wong監督 2004年）
- Les Couple de Tao （Malcom Beckford監督 2004年）
- 化け狩り（小川和也監督 2005年）
- 或る日の出来事（廣瀬陽監督 2005年）
- 2Times （Jerome Duval監督 2006年4月）
- 星男-ザ・スターマインド-
- 孵化（王純監督 2005年）
- 深爪の女（高塚絵里加監督 2006年）
- 生まれてきちゃったんだもん物語（青柳透監督 2006年2月）
- さくらん（蜷川実花監督 2007年3月）
- 夢十夜海賊版—第三夜—（白土潔監督 2007年3月）
- ガール・スパークス（石井裕也監督 第29回PFFグランプリ）
- クワイエットルームにようこそ（松尾スズキ監督）
- ばけもの模様（石井裕也監督 2008年6月）
- 君と歩こう（石井裕也監督）
- 川の底からこんにちは（石井裕也監督）

### 舞台
- リュウカデンドロン（作・演出：赤澤ムック）
- 一人芝居『メーリークリスマス Mr.チェリー』（作・演出：潮見諭）

### テレビドラマ
- 月曜ゴールデン『税務調査官・窓際太郎の事件簿21』（2010年11月1日、TBS） - 足立昭信 役

### 雑誌
- HFハイファッション
- DAZED & CONFUZED
- POPEYE
- MEN'S CLUB
- ARENA Homme +
- THE FADER
- FHM Collection
- Black Book
- Gentlemen's Options
- MAXIUM Fastion Germany

他

### 広告
- Basset Walker （2008年8月 - ）
- MTV U.S.A （2005年7月 - 2005年9月 アメリカ）
- JTセブンスター/Photo:上田義彦（2003年9月 - 2004年2月、2005年8月 - 2006年8月）
- BLANCO（2003年6月 アメリカ）
- Quest Communications / Photo: Platon（2002年11月 アメリカ）
- BANANA REPUBLIC / Photo: Nathaniel Goldberg（2001年12 アメリカ）
- Miller Light / Photo: Ben Watts（2000年7月 - 2000年12月 アメリカ)

### CM
- KIRIN 午後の紅茶「Asian Straight Tea レストラン篇」（2009年6月 - 2009年9月）
- NEC N06a「THE PARTY 篇」（2009年6月 - 2009年12月）
- サッポロ Draft One「カレー鍋篇」（2008年9月 - 2008年12月）
- NEC N902i「Nを探せ! 名探偵登場篇」（2005年11月 - 2006年5月）
- SONY PSP「どこでもいっしょ お見合い篇」（2004年12月 - 2005年2月）
- 月刊TV Japan「ビンタ篇」（2004年11月 - 2006年1月）
- NTT DoCoMo「会議室篇」（2004年9月 - 2004年12月）
- マクドナルド「チーズ篇」（2003年7月）
- Quest Communications（2002年11月 アメリカ）

### PV
- GOING UNDERGROUND「VISTA」- 三ツ矢サイダー CMソング（2006年）